# Públio Sítio
Públio Sítio (em latim: Publius Sittius), também conhecido como Públio Sítio Nocerino, foi um mercenário da República Romana aliado de Júlio César durante a Segunda Guerra Civil da República Romana. Ele é famoso por ter capturado e executado os generais pompeianos Fausto Cornélio Sula e Lúcio Afrânio.

## História
Públio Sítio é mencionado em De Bello Africo, a história da guerra civil de Júlio César na África escrita por um cesariano de nome desconhecido. Não é claro a partir do texto em que contexto Sítio chegou à África ou por que ele se aliou a César e não a Metelo Cipião, seu principal adversário na região. Seu primeiro ato registrado (cap. 25) foi quando ele se juntou ao rei Boco II da Mauritânia para cercar e capturar Cirta, a capital de Juba I do Reino da Numídia, um inimigo de César e aliado de Cipião. Este ataque forçou Juba a dividir suas forças, o que enfraqueceu o exército pompeiano na decisiva Batalha de Tapso.
Segundo o relato, Sítio conseguiu depois muitas vitórias contra os inimigos de César (cap. 36), incluindo a derrota do general Saburra, um general de Juba I, e a captura de Fausto Cornélio Sula e Lúcio Afrânio numa emboscada quando eles tentavam cruzar para a Hispânia depois da derrota em Tapso (cap. 95). A Sítio é também atribuída a derrota da frota de Metelo Cipião na Batalha de Hipo Régio (cap. 96), depois da qual Cipião se suicidou. 
Apesar de serem claras as sua intenções com relação a César, em nenhum ponto do texto se menciona que Sítio recebia ordens dele. Apesar disto, os historiadores acreditam que alguma comunicação existia entre os dois generais. Depois da guerra, César presenteou Sítio com terras em Cirta, no Reino da Numídia, onde ele fundou uma colônia para seus soldados, a "Colonia Cirta Sittianorum" ("Colônia Cirta de Sítio").